# Мадисон (Нью-Джерси)
Ма́дисон (англ. Madison) — боро в округе Моррис, Нью-Джерси, США. По данным переписи 2000 года население составляло 15 845 человек. Код FIPS 3402742510, GNIS ID 0885287, ZIP-код 07940.

## Население
По данным переписи 2010 года население составляло 15 845 человек, в городе проживало 3 675 семей, находилось 5 485 домашних хозяйств и 5 775 строений с плотностью застройки 530,2 строения на км². Плотность населения 1 454,8 человека на км². Расовый состав населения: белые — 86,75 %, афроамериканцы — 2,96 %, коренные американцы (индейцы) — 0,12 %, азиаты — 5,51 %, гавайцы — 0,01 %, представители других рас — 2,34 %, представители двух или более рас — 2,30 %. Испаноязычные составляли 8,87 % населения.
В 2000 году средний доход на домашнее хозяйство составлял $82 847 USD, средний доход на семью $101 798 USD. Мужчины имели средний доход $62 303 USD, женщины $42 097 USD. Средний доход на душу населения составлял $38 416 USD. Около 2,0 % семей и 3,4 % населения находятся за чертой бедности, включая 2,8 % молодежи (до 18 лет) и 4,3 % престарелых (старше 65 лет).